# Dyseriocrania subpurpurella
Dyseriocrania subpurpurella Haworth, 1828, è un lepidottero appartenente alla famiglia Eriocraniidae, diffuso in America Settentrionale.

## Descrizione
L'apertura alare della farfalla varia da 9 a 14 mm. Le ali sono di color oro con puntini blu zaffiro e rosso rubino.

## Biologia
Il periodo del volo va da aprile a maggio. 
Il bruco si mimetizza con la foglia della quercia.

### Pubblicazioni
- (EN) Busck, A. & Böving, A., On Mnemonica auricyanea Walsingham, in Proceedings of the Entomological Society of Washington, vol. 16, n. 4, Washington, dicembre 1914,  pp. 151-163. pl. 9-16, ISSN 0013-8797 (WC · ACNP), OCLC 78225871.

### Testi
- (EN) Hering, E. M., Biology of the Leaf Miners, s'-Gravenhage, W. Junk, 1951,  pp. iv + 420, ISBN 978-94-015-7198-2, LCCN 52001318, OCLC 1651676.
- (EN) Kükenthal, W. (Ed.), Handbuch der Zoologie / Handbook of Zoology, Band 4: Arthropoda - 2. Hälfte: Insecta - Lepidoptera, moths and butterflies, a cura di Kristensen, N. P., collana Handbuch der Zoologie, Fischer, M. (Scientific Editor), Teilband/Part 35: Volume 1: Evolution, systematics, and biogeography, Berlino, New York, Walter de Gruyter, 1999  [1998],  pp. x + 491, ISBN 978-3-11-015704-8, OCLC 174380917.
- (EN) Scoble, M. J., The Lepidoptera: Form, Function and Diversity, seconda edizione, London, Oxford University Press & Natural History Museum, 2011  [1992],  pp. xi, 404, ISBN 978-0-19-854952-9, LCCN 92004297, OCLC 25282932.
- (EN) Stehr, F. W. (Ed.), Immature Insects, 2 volumi, seconda edizione, Dubuque, Iowa, Kendall/Hunt Pub. Co., 1991  [1987],  pp. ix, 754, ISBN 978-0-8403-3702-3, LCCN 85081922, OCLC 13784377.